# Domino (seriefigur)
Domino (Neena Thurman) är en seriefigur i Marvels universum, skapad av Fabian Nicieza och Rob Liefield. Hon blev introducerad i X-Force Vol 1 #8 (1992).